# Contacte transoceanice precolumbiene

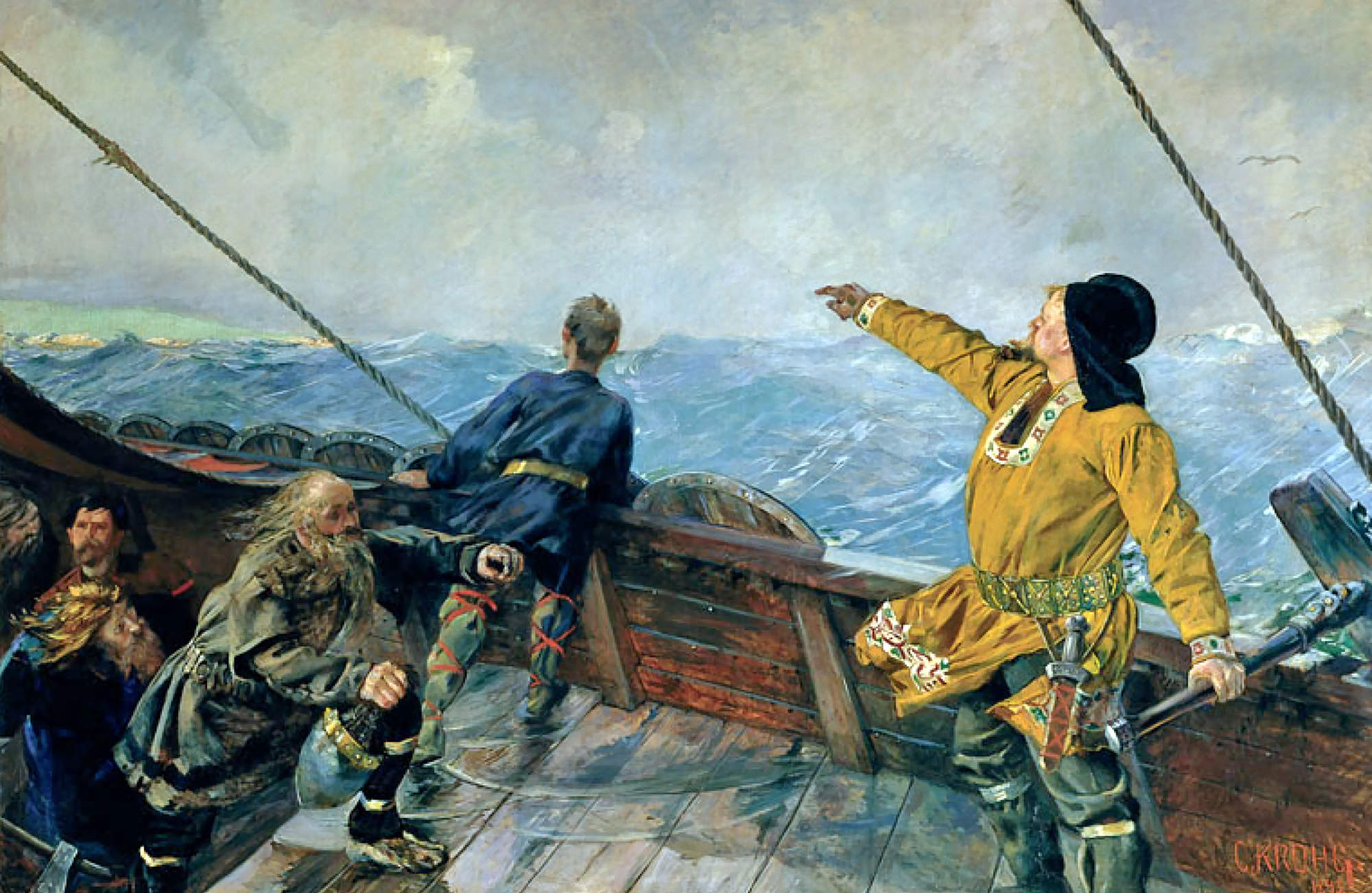
Vikingii descoperă America, pictură de Christian Krohg.

Contactele transoceanice precolumbiene sunt interacțiuni care au existat între nativii americani și oamenii de pe alte continente înainte de 1492, anul când Cristofor Columb a ajuns la insula San Salvador. Se presupune că înainte de acest eveniment ar fi existat mai multe contacte între Lumea Veche și  Lumea Nouă. Cu toate acestea, cercetările istorice și arheologice din America și Europa au arătat că cele mai multe dintre aceste ipoteze sunt doar speculații. În prezent, colonizarea vikingă a nord-estului Americii este singurul caz dovedit integral privind contactul dintre acest continent și Europa în perioada precolumbiană. Acest lucru a devenit posibil după descoperirea unui sat în L'Anse aux Meadows, Newfoundland (Canada), care a fost datat în anul cca. 1000 AD.

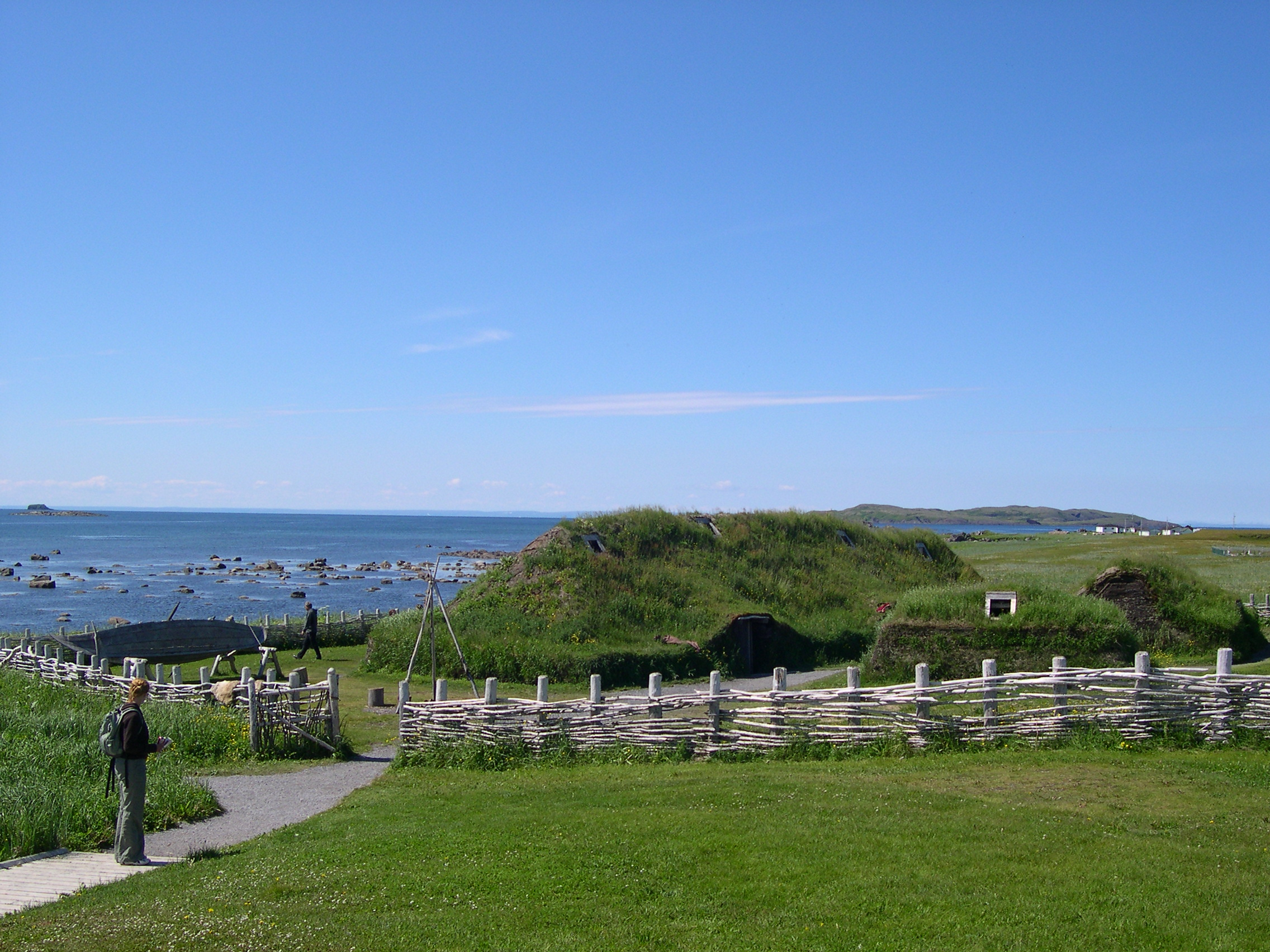
Situl istoric L'Anse aux Meadows, reconstruire

## Vezi și
- Schimbul columbian